# Csikófark
A csikófark a leplesmagvúak (Gnetophyta) törzsébe tartozó csikófarkfélék (Ephedraceae) családjának egyetlen és névadó nemzetsége.
A csikófarkfajok közül csak a közönséges csikófark (Ephedra distachya) él Magyarországon, itt fokozottan védett fajnak számít.

## Rendszerezés
A modern rendszertanok szerint a leplesmagvúak törzsébe tartozik.
A csikófarkokat Soó Rezső rendszertanában még a fenyők altörzsében találjuk, mert ő a Cordaitopsida osztályból (nyitvatermő ősfák) vezeti le a csikófarkféléket (Ephedropsida), amelyek feltevése szerint hosszú redukciós úton alakultak ki a késő kréta végére.

## Fajok
- Ephedra alata Decne
- Ephedra altissima Desf.
- Ephedra americana Humb. & Bonpl. ex Willd.
- Ephedra antisyphilitica Berl. ex C.A.Meyer
- Ephedra aphylla
- Ephedra aspera Engelm. ex S.Wats.
- Ephedra boelckei F.A.Roig
- Ephedra californica S.Wats.
- Ephedra campylopoda C.A.Mey.
- Ephedra chilensis C.Presl.
- Ephedra ciliata Fisch. ex C.A.Mey.
- Ephedra coryi E.L.Reed
- Ephedra cutleri Peebles
- Ephedra dahurica Turcz.
- közönséges csikófark – Ephedra distachya L.
  - Ephedra distachya subsp. distachya
  - Ephedra distachya subsp. helvetica (C.A.Meyer) Aschers. & Graebn.
  - Ephedra distachya subsp. monostachya (L.) Riedl
- Ephedra equisetina Bunge
- Ephedra fasciculata A.Nels.
- Ephedra fedtschenkoae Pauls.
- Ephedra foliata Boiss. ex C.A.Mey.
- Ephedra fragilis Desf.
  - Ephedra fragilis subsp. campylopoda (C.A.Meyer) Aschers. & Graebn.
- Ephedra frustillata Miers
- Ephedra funerea Coville & Morton
- Ephedra gerardiana Wallich ex C.A.Meyer
- Ephedra holoptera Riedl
- Ephedra intermedia Schrenk ex C.A.Meyer
- Ephedra lepidosperma C.Y.Cheng
- Ephedra likiangensis Florin
- Ephedra lomatolepis Shrenk
- Ephedra macedonica Kos.
- Ephedra major Host
  - Ephedra major subsp. procera Fischer & C.A.Meyer
- Ephedra minuta Florin
- Ephedra monosperma C.A.Meyer
- Ephedra multiflora Phil. ex Stapf
- Ephedra nevadensis S.Wats.
- Ephedra pachyclada Boiss.
- Ephedra pedunculata Engelm. ex S.Wats.
- Ephedra procera Fisch. & C. A. Mey.
- Ephedra przewalskii Stapf
  - Ephedra przewalskii var. kaschgarica (B.Fedtsch. & Bobr.) C.Y.Cheng
- Ephedra regeliana Florin
- Ephedra saxatilis (Stapf) Royle ex Florin
- Ephedra sinica Stapf - sötét csikófark
- Ephedra strobilacea Bunge
- Ephedra torreyana S.Wats.
- Ephedra trifurca Torrey ex S.Wats.
- Ephedra viridis Coville